# رولاند ماسون أورديش
رولاند ماسون أورديش (11 أبريل 1824 - 1886) كان مهندسًا إنجليزيًا. اشتهر بتصميمه للحديقة الشتوية، دبلن (1865)،  لعمله التفصيلي على سقف واحد من محطة سكة حديد لندن سانت بانكراس، التي تم الاضطلاع بها مع ويليام هنري بارلو (1868) وجسر ألبرت، وهو معبر لنهر التايمز في لندن، اكتمل عام 1873.
وُلد أورديش في ملبورن، ديربيشاير، وكان ابن وكيل أراضي ومساح. عمل مع تشارلز (لاحقًا السير تشارلز) فوكس، الذي كان مسؤولاً عن بناء قصر كريستال جوزيف باكستون في هايد بارك، لندن عام 1851. وأشرف لاحقًا على إعادة بنائه في سيدنهام، جنوب لندن.
وشملت مشاريعه الأخرى:
- فارينجدون ستريت بريدج، لندن[5]
- هولبورن فيادوكت، لندن (1863-1869)[5]
- قاعة سوق ديربي (1866)[6]
- جسر فرانز جوزيف الأول المعلق، فوق فلتافا، براغ (1868، قصف عام 1941، هدم عام 1947)
- جسر كافينا، سنغافورة (1869)[7]
- قصور المتنزه، مومباي، الهند (1869)[8]
- قبة رويال ألبرت هول، لندن (1871)[9]

## تصميم الجسر
في عام 1858، حصل أورديش على براءة اختراع لنظام تعليق الجسر، والذي استخدمه لاحقًا في تصميم الجسور عبر العديد من الأنهار الأوروبية التي تشمل نيفا في سانت بطرسبرغ. كان النظام، الذي يتكون من عارضة صلبة معلقة بسلاسل مستقيمة مائلة، معروفا باسم نظام تعليق أورديش ذي السلسلة المستقيمة.
تم تسمية مبدأ أورديش – ليفوفر على اسمه وشريكه وليام هنري لو فيوفر (1832؟ -؟) من جيرسي (قدم الزوجان معًا خططًا لمتجر دي جروشي في سانت هيلير، جيرسي).